# Domadice
Domadice (hongrois : Dalmad) est un village de Slovaquie situé dans la région de Nitra.

## Histoire
Première mention écrite du village en 1138.

## Démographie

### Évolution de la population
| Année:               | 1994. | 2004.    | 2014.   | 2024.   |
| -------------------- | ----- | -------- | ------- | ------- |
| Nombre de personnes: | 306   | 241      | 249     | 236     |
| Différence:          |       | -21,24 % | +3,31 % | -5,22 % |

| Année:               | 2023. | 2024.   |
| -------------------- | ----- | ------- |
| Nombre de personnes: | 241   | 236     |
| Différence:          |       | -2,07 % |